# Buire-sur-l’Ancre
Buire-sur-l’Ancre település Franciaországban, Somme megyében. Lakosainak száma 296 fő (2022. január 1.). Buire-sur-l’Ancre Dernancourt, Laviéville, Méricourt-l’Abbé, Millencourt, Ribemont-sur-Ancre, Treux és Ville-sur-Ancre községekkel határos.

## Népesség
A település népességének változása:
| Lakosok száma | 307  | 309  | 314  | 310  | 308  | 308  | 304  | 300  | 296  |
|               | 2013 | 2015 | 2016 | 2017 | 2018 | 2019 | 2020 | 2021 | 2022 |